# 鹿谷瑞龍宮
鹿谷瑞龍宮，位於台灣南投縣鹿谷鄉瑞田村的一座三山國王廟，為在地民眾的信仰中心之一。

## 沿革
鹿谷瑞龍宮位於瑞田村清水溝溪畔，主要奉祀三山國王。
日治時期，村民雕刻神像神尊並供奉於土角厝的廟宇中，名為「受龍宮」。
1999年，受龍宮因921大地震而倒塌。
2000年，瑞田村受到桃芝颱風影響而發生災情，所幸無人傷亡，村民為感念三山國王的庇佑，遂提議將受龍宮遷建於番子寮（即瑞田村），經過擲杯請示獲得同意，當時亦有信眾捐地做為新廟宇的建地，但兩村庄並未達成共識。最終清水村村民決定於原址重建受龍宮，而瑞田村則決定於新廟地另建廟宇，並經擲筊決定廟名為「瑞龍宮」。
2004年，舉行動土典禮，地方人士及民意代表出席參與。

## 祭祀活動
- 三山國王聖誕[5][6]

## 外部連結
- 瑞龍宮10年未完工 村民加把勁
- 南投縣鹿谷鄉公所 瑞田村 （页面存档备份，存于）
- 鹿谷瑞龍宮「安米龍」精彩登場
- 瑞田瑞龍宮 文化資源地理資訊系統 （页面存档备份，存于）